# Бергвайлер (Витлих)
Бергвайлер (нем. Bergweiler) — община в Германии, в земле Рейнланд-Пфальц.
Входит в состав района Бернкастель-Витлих. Подчиняется управлению Виттлих-Ланд. Население составляет 859 человек (на 31 декабря 2010 года). Занимает площадь 13,25 км².